# Streitův obrázek
Streitův obrázek je rozcestí turistických tras v Jizerských horách, které je v nadmořské výšce 700 m n. m. umístěné v sedle oddělujícím Smrk na jihovýchodě od Měděnce na severozápadě. V jeho blízkosti je na buku umístěn krucifix, který upomíná na pekaře z Nového Města pod Smrkem.

## Pověst
V Novém Městě pod Smrkem žil na konci 18. století pekařský mistr Johann Peter-Paul Streit. Jeho protestantští souvěrci sice museli po bitvě na Bílé hoře českou zemi opustit, ale Streitova rodina se obrátila zpět na katolickou víru a mohla tak zůstat v Čechách. V pekařské živnosti se Streitovi dařilo a stal se dokonce představeným cechu. Spolu s dalšími pekaři, členy cechu, navštěvoval vždy třikrát do roka poutě v Hejnicích. Mnichům z Hejnic pokaždé přinesl několik mincí a také ukázku svého pekařského umění. Protože se však při poslední návštěvě opat kláštera na Streita zlobil, že přinesl velkou bankovku a dokonce chtěl ještě něco vrátit nazpět, rozhodl se Streit, že mezi drobnými penězi, které do kláštera nese, nechá i jednu falešnou minci, jež získal na novoměstském jarmarku. Jak si usmyslel, tak také udělal. Před odchodem z Hejnic ještě pořídil u prodavače před kostelem krucifix, aby se u něj mohli členové cechu příště modlit, kdyby náhodou nestihli dojít do Hejnic na další pouť. Kříž pak doma pověsil do rohu místnosti. Když se pak zástupci cechu včetně Streita vraceli z další návštěvy poutě v Hejnicích zpět do Nového Města, odpočinuli si v místě na pomezí Smrku a Měděnce. V tom Streita napadlo, že místo, kde visí kříž posledně zakoupený v Hejnicích, není to pravé a že vhodnější místo pro něj je v místě, kde právě odpočívá. Když se s ostatními pekaři z cechu po příchodu do Nového Města rozloučil, zrealizoval tuto svoji myšlenku, vrátil se s křížem zpět a pověsil ho na strom.

## Turistické trasy
Streitův obrázek je rozcestníkem značených turistických tras:
- vede k rozcestí „U Spálené hospody“
- vede k rozcestí „Odbočka k pramenu Kyselky“
- vede k rozcestí „U Červeného buku“
- vede k rozcestí „Smrk“
- vede k rozcestí „Smrk“
- vede k rozcestí „U Purkmistrova mostu“

Přes sedlo také prochází trasa Singltreku pod Smrkem.